# Béla (Belovár-Bilogora megye)
Béla (horvátul: Bijela) falu Horvátországban Belovár-Bilogora megyében. Közigazgatásilag Szircshez tartozik.

## Fekvése
Daruvártól légvonalban 6, közúton 8 km-re délkeletre, községközpontjától légvonalban 4, közúton 7 km-re északkeletre, Nyugat-Szlavóniában, a Ravna gora nyugati lejtőin, az azonos nevű patak völgye feletti magaslaton fekszik.

## Története
A bélai Szent Margit bencés apátság monostorát a 13. században a Tibold nembeli Szencsei („de Zenche”) család építtette. A középkori Szlavónia egyik legjelentősebb monostora volt. Első írásos említése 1234-ben „ecclesia de Grab” néven történt egy, a Pakra-patak menti földbirtok eladásával kapcsolatban keletkezett peres ügyben. Az oklevél megemlíti a monostor patrónusait, a Tibold nembeli Budur fiait, Jakabot és Pétert is. 1337-ben XII. Benedek pápa egy oklevelében a monostor már perjelség székhelyeként („prioratum de Bela”) szerepel. Állapotáról fontos információ egy 1342-es oklevél, melyben a rend kongregációja öt lepusztult állapotú monostor, köztük a bélai újraalapításáról határozott. Béla várát 1440-ben Tallóci Matkó horvát bán oklevelében említik először, mint a bélai bencés apátság birtokát „castrum ac abbaciam Bela” alakban. Az oklevélből kiderül, hogy a monostor épületegyüttese ekkor már fallal volt körülvéve, tehát nem különálló várról van szó. 1481 Eusztáh apát halála után a 15. század utolsó két évtizedére a monostor irányítása világi kezekbe került. 1485-ben közvetve már a jajcai bán uralma alatt volt. Ez az időszak 1513-ig tartott, amikor II. Ulászló király rendeletére visszatérhettek a szerzetesek. A monostorban még 1516-ban is 16 bencés szerzetes élt és megemlítik Péter nevű apátját is. Utána már csak egy apátja volt a monostornak Balázs, aki a török hódításig, a monostor pusztulásáig töltette be tisztségét.
A monostor közelében a Béla nevű vásártartási joggal rendelkező mezőváros, egyben uradalmi központ feküdt, melynek Boldogságos Szűzanya tiszteletére szentelt templomát 1334-ben említik a Zágrábi egyházmegye tizedjegyzékében „Item beate virginis de Bela” alakban. A bélai plébánia 1466-ban, 1507-ben, 1517-ben is szerepel a korabeli forrásokban. 1501-ben Fábián nevű plébánosát és káplánját is említik („Fabianus plebanius de Bela. Capellani ibidem II.”)  A térség többi várához hasonlóan török 1542-ben foglalta el és ekkor pusztultak el épületei.
A térség a 17. század végén szabadult fel a török uralom alól. A kihalt területre a parlagon heverő földek megművelése és a határvédelem céljából a 18. század első felében Bosznia területéről telepítettek szerb anyanyelvű lakosságot. A 18. század közepén a daruvári és szircsi uradalmat daruvári Jankovich Antal Pozsega vármegye alispánja vásárolta meg. Az első katonai felmérés térképén „Dorf Biela” néven találjuk. Lipszky János 1808-ban Budán kiadott repertóriumában „Biela” néven szerepel.  Nagy Lajos 1829-ben kiadott művében „Biela” néven 29 házzal, 172 katolikus és 145 ortodox vallású lakossal találjuk.  A Magyar Királyságon belül Horvát–Szlavónország részeként, Pozsega vármegye Daruvári járásának része volt.
1857-ben 323, 1910-ben 560 lakosa volt. A 19. század második felétől a 20. század elejéig az olcsó földterületek miatt és a jobb megélhetés reményében magyar, cseh és német lakosság telepedett le itt. 1910-ben a népszámlálás adatai szerint lakosságának 73%-a szerb, 11%-a horvát, 7%-a magyar, 4%-a cseh, 3%-a német anyanyelvű volt. Az I. világháború után 1918-ban az új szerb-horvát-szlovén állam, majd később (1929-ben) Jugoszlávia része lett. 1941 és 1945 között a németbarát Független Horvát Államhoz, a háború után a település a szocialista Jugoszláviához tartozott. 1991-től a független Horvátország része. 1991-ben lakosságának 85%-a szerb, 6%-a horvát nemzetiségű volt. A délszláv háború idején kezdetben szerb ellenőrzés alatt állt. A horvát erők az Orkan-91 hadművelet második fázisában 1991. december 13. és 15. között foglalták vissza. A szerb lakosság nagy része elmenekült. 2011-ben 53 lakosa volt.

## Lakossága
| Lakosság változása | Lakosság változása | Lakosság változása | Lakosság változása | Lakosság változása | Lakosság változása | Lakosság változása | Lakosság változása | Lakosság változása | Lakosság változása | Lakosság változása | Lakosság változása | Lakosság változása | Lakosság változása | Lakosság változása | Lakosság változása |
| ------------------ | ------------------ | ------------------ | ------------------ | ------------------ | ------------------ | ------------------ | ------------------ | ------------------ | ------------------ | ------------------ | ------------------ | ------------------ | ------------------ | ------------------ | ------------------ |
| 1857               | 1869               | 1880               | 1890               | 1900               | 1910               | 1921               | 1931               | 1948               | 1953               | 1961               | 1971               | 1981               | 1991               | 2001               | 2011               |
| 174                | 205                | 245                | 283                | 327                | 498                | 491                | 460                | 339                | 361                | 366                | 295                | 206                | 185                | 76                 | 53                 |

## Nevezetességei
- Szent Margit tiszteletére szentelt középkori bencés monostorának[7] alapfalai a falutól 1 km-re délre a Brzica-patak feletti ovális alakú platón találhatók. A platót minden oldalról mély árok fogja közre, kivéve a patak felőli keleti oldalt, ahol a terep meredeken lejt a patak irányában. A helyet a falubeliek Veliki zid, illetve Rimsko groblje néven ismerik, míg a legrégibb kataszteri térképen Gradina Biela a neve. Piller és Mitterpacher 18. századi utazók amikor 1782-ben ezen a vidéken jártak még láthatták az épületegyüttes jelentős romjait, melyeken még a középkori freskók maradványai is láthatók voltak. A romok még mindig álltak a 20. század elején, a neves horvát történész Gjuro Szabo is látta őket. Fennmaradt néhány fénykép is a 20. század eleji állapotról. Ez alapján megállapítható, hogy a monostor temploma különösen nagyméretű volt, akár ezer embert is befogadhatott. A monostort tornyokkal erősített fallal vették körül. Az 1920-as években sajnálatos módon a megmaradt falakat az alapokig lebontották és anyagukat a falut átmenő út feltöltésére használták fel. A maradványok könnyen hozzáférhetők voltak a helyi lakosok számára is, akik ugyancsak hordtak el innét építőanyagot. A falu néhány házának, istállójának falában ma is megtalálhatók a monostor faragott kövei. Az 1970-es évekre már csak az alapok voltak meg, de mára ezeket is benőtte a sűrű növényzet. Felszíni fal nem maradt, csupán néhány mélyedés sejteti, hogy itt valamikor épületek álltak.

- Szent Mihály és Gábriel főangyalok tiszteletére pravoszláv parochiális templomának elődje 1746-ban épült az akkori Borki területén. Mivel túl messze volt a falutól a fából épített templomot 1759-ben szétbontották és Béla területén építették fel újra. Szolgálatát a Pakra kolostor egyik szerzetese látta el. Ez a templom egészen az 1880-ig működött, majd helyén 1881 és 1886 között felépítették a mai templomot. A II. világháborúban súlyosan megrongálódott, de a háború után 1956-ban és 1990-ben is megújították. A délszláv háború idején 1991 végén, vagy 1992 elején a templom leégett. Megsemmisült a teljes berendezése beleértve az ikonosztázt is.

- A falutól nyugatra, a Stančevac-patak völgyében a 205 méteres magasságban fekvő Mali Zid nevű lelőhelyen, egy négyszögletes platón találhatók a középkori Béla már 1334-ben említett Boldogságos Szűzanya tiszteletére szentelt templomának maradványai.

- Bélától 4 km-re keletre, a Pakra-patak völgyében, sűrű erdők által körülvéve található Szlavónia egyik legértékesebb pravoszláv kulturális emléke a Pakra monostor. A monostor alapítását népi hagyomány egy egykori hajdúnak, egy bizonyos Sztamenko Njigomirnak tulajdonítja, aki addigi bűnös életét megbánva elhatározta, hogy remeteként fog élni. A Jovan nevet választva ezen a helyen épített kunyhót magának, melyből később a monostor kifejlődött. A monostor évkönyvében az szerepel, hogy 1697. szeptember 26-án, rögtön Csernojevics Arzén érkezése után alapították újra Szerbiából, főként a mai Koszovó területéről érkezett pravoszláv szerzetesek. A felszentelésnél pakráci ferencesek is jelen voltak, akik ezt aláírásukkal is megerősítették. Az újbóli alapítás azt is jelenti, hogy már azelőtt is állt monostor ezen a helyen. Igen valószínű, hogy a monostor már 1556-ban, vagyis a török uralom idején is állt, ez azonban nem állítható teljesen bizonyosan, mivel az ezt tartalmazó szöveg csak később íródott. Az új szerzetesek legnagyobb része a mileševoi monostorból érkezett. Az első monostort még fából építették. A 18. század első felében a szerzetesek átmenetileg elhagyták a monostort, de 1737 és 1739 között a boszniai Gomionica monostorból új szerzetesek érkeztek. 1759 és 1761 között felépítették a Szent Miklós temetőkápolnát, majd 1761-ben hozzákezdtek a monostor templomának építéséhez, mely négy évig tartott. 1769-ben már a templom harangtornya is elkészült. Végezetül a templom új ikonosztázt kapott, melyet Vasilije Ostojić újvidéki mester készített. 1780-ban egy vihar súlyos károkat okozott az épületekben, melyeket csak a bácskai, a verseci és a temesvári püspökségek anyagi támogatásával sikerült rendbe hozni. 1923-ban az épületegyüttest teljesen felújították. A II. világháború idején 1941 júliusában a monostor értékeit a temetőkápolna kriptájába rejtették, majd a szerzetesek Szerbiába menekültek. 1941 augusztusában az értékek közül néhányat múzeumba vittek. 1943-ban az usztasák felgyújtották a monostort. Később a partizánok megtalálták az elrejtett értékeket, melyek súlyos károkat szenvedtek. Néhányat megőrzésre a falusiaknak adtak, de csak kis részük vészelte át a háborút. A háború után rögtön megkezdődtek a felújítási munkálatok. A délszláv háború idején betörtek a monostorba, néhány ikont és könyvet elloptak. A tettesek ismeretlenek maradtak. A monostor temploma faragott kövekből épített egyhajós barokk épület, míg a temetőkápolna kereszt alaprajzú. Mindkettőnek a legértékesebb része az ikonosztáz. Ma mindkét épület rossz állapotban áll. A temetőkápolna romos és a sűrű növényzet miatt nehezen megközelíthető.